# Municipio de Smoky Hill (condado de Saline)
El municipio de Smoky Hill (en inglés: Smoky Hill Township) es un municipio ubicado en el condado de Saline en el estado estadounidense de Kansas. En el año 2010 tenía una población de 273 habitantes y una densidad poblacional de 4,65 personas por km².

## Geografía
El municipio de Smoky Hill se encuentra ubicado en las coordenadas 38°49′55″N 97°39′16″O / 38.83194, -97.65444. Según la Oficina del Censo de los Estados Unidos, el municipio tiene una superficie total de 58.67 km², de la cual 58,61 km² corresponden a tierra firme y (0,1 %) 0,06 km² es agua.

## Demografía
Según el censo de 2010, había 273 personas residiendo en el municipio de Smoky Hill. La densidad de población era de 4,65 hab./km². De los 273 habitantes, el municipio de Smoky Hill estaba compuesto por el 94,14 % blancos, el 0,37 % eran amerindios, el 3,3 % eran asiáticos, el 1,83 % eran de otras razas y el 0,37 % eran de una mezcla de razas. Del total de la población el 7,69 % eran hispanos o latinos de cualquier raza.